# Simon Boulduc
Pour les articles homonymes, voir Boulduc.
Simon Boulduc, né en 1652 à Paris où il est mort le 22 février 1729, apothicaire, herboriste, chimiste, titulaire (professeur) de la chaire de chimie au Jardin royal des plantes médicinales (« le Jardin du Roi ») de 1695 à 1729 après avoir été démonstrateur (maître de conférences) de 1686 à 1695. Il est apothicaire à la cour du Roi et de la Noblesse d'Europe.

## Biographie
Simon Boulduc devint "maître épicier" le 5 janvier 1662. Les maîtres épiciers sont membres de la confrérie des apothicaires. Il est reçu "maître apothicaire" le 8 novembre 1672. 
Il se marie avec Marie-Élisabeth de Lestang le 12 juin 1674. Ils auront quatre enfants, Simon-Charles, Marie-Madeleine, Marie-Elisabeth et le futur chimiste, Gilles-François Boulduc.
En 1694, Simon Boulduc devient membre de l’Académie des sciences. Il est suppléant de Guy-Crescent Fagon au Jardin du Roi. Il présente de nombreux mémoires sur la chimie, la pharmacie, la médecine et la chirurgie. Il s’intéresse également aux médicaments purgatifs et à leurs propriétés physico-chimiques. Il obtient une chaire de chimie en 1695 et devient démonstrateur de chimie au Jardin du Roi.
Il fut l'apothicaire de Marie Anne Victoire de Bavière, puis d'Élisabeth de Bohême, princesse Palatine.
Simon Boulduc est nommé "Apothicaire-artiste du roi", c'est-à-dire apothicaire-chimiste de Louis XIV et pensionnaire-chimiste de l'Académie royale des sciences en 1699. Après la mort du Roi-Soleil, il continue d'assumer la charge d'apothicaire-artiste du roi Louis XV.
Il est délégué consulaire à la juridiction consulaire de Paris en 1698, puis juge en 1707. 
Le 10 mars 1722, il est nommé directeur perpétuel du Jardin des apothicaires.